# Mechediwka (obwód czerkaski)
Mechediwka (ukr. Мехедівка) – wieś na Ukrainie, w obwodzie czerkaskim, w rejonie złotonoskim, w hromadzie Zoriwka. W 2001 liczyła 905 mieszkańców.